# James FM
James FM ist ein privater Radiosender aus der Zentralschweiz, der am 1. Februar 2016 auf Sendung ging. Als Adult Contemporary Format richtet  er sich mit aktuellen Hits wie auch Evergreens an ein erwachsenes Publikum. Der Name «James» wurde von den Initianten gemäss Website vom Rollenmodell «James der Butler» abgeleitet.

## Programm
Das 24-Stunden-Programm richtet sich an Radiohörer ab 40 Jahren. Das Motto des Senders lautet «Good Times Only», wobei die Musik im Vordergrund steht. Das Programm wird ergänzt durch stündliche Zeitansagen. Verschiedene bekannte Schweizer Moderatoren sind zu hören. Der Sender positioniert sich als Musiksender.

## Empfang
Das Programm ist ausschliesslich in der Schweiz als Webstream sowie auf verschiedenen Kabelnetzen zu empfangen. Über DAB+ ist das Programm seit 1. Juli 2016 in der Zentralschweiz auf Kanal 5D und seit 1. Januar 2022 im Grossraum Zürich auf Kanal 9D auch terrestrisch zu empfangen.